# Wulijie, Fujian
Wulijie (kinesiska: 五里街) är en köping i sydöstra Kina. Den ligger i Yongchun härad i staden Quanzhou i provinsen Fujian, omkring 130 kilometer sydväst om provinshuvudstaden Fuzhou. Antalet invånare är 36 520. Befolkningen består av 18 510 kvinnor och 18 010 män. Barn under 15 år utgör 17,0 %, vuxna 15-64 år 73 %, och äldre över 65 år 8,0 %.